# 고양동산고등학교
고양동산고등학교(高陽東山高等學校)는 대한민국 경기도 고양시 덕양구 동산동에 있는 공립 고등학교이다.

## 학교 연혁
- 2013년 1월 4일 : 고양동산고등학교 설립인가(24학급)
- 2013년 3월 1일 : 제1대 이종희 교장 취임
- 2013년 3월 4일 : 제1회 입학식(8학급 280명), 특수 1학급 개설(남학생 1명, 여학생 1명)
- 2016년 2월 4일 : 제1회 졸업식(8학급 270명)
- 2023년 3월 2일 : 고교학점제 준비학교, 공동교육과정 운영, 학교자율과정 운영
- 2023년 9월 1일 : 제5대 조수련 교장 취임
- 2023년 12월 29일 : 제9회 졸업식(7학급 176명)
- 2024년 3월 4일 : 제12회 입학식(8학급 204명)

## 참고 자료
- 고양동산고등학교 - 한국교육학술정보원 학교알리미